# 1965 في الأرجنتين
فيما يلي قوائم الأحداث التي وقعت خلال عام 1965 في الأرجنتين.

## رياضة
- 1 يناير – كأس الإنتركونتيننتال 1965

## مواليد

### يناير
- 1 يناير – جبريل بيروني مدرب، ولاعب كرة قدم أرجنتيني.
- 11 يناير – نيستور غارسيا مدرب كرة سلة أرجنتيني.
- 20 يناير – نيستور عمر بيكولي لاعب كرة قدم أرجنتيني.

### فبراير
- 8 فبراير – هوراسيو لوغو لاعب كرة قدم أرجنتيني.
- 11 فبراير – مارسيلو ميلانيسيو لاعب كرة سلة أرجنتيني.
- 15 فبراير – جوستافو كوينتيروس لاعب كرة قدم بوليفي.

### مارس
- 4 مارس – هيرنان كتانيو موسيقي أرجنتيني.
- 11 فبراير – مارسيلو ميلانيسيو لاعب كرة سلة أرجنتيني.

### مايو
- 28 مايو – غابرييلا ميكاتي سياسية أرجنتينية.

### يونيو
- 9 يونيو – دانيال اكينو لاعب كرة قدم أرجنتيني.

### يوليو
- 13 يوليو – خوليو سيزار فاسكيز ملاكم أرجنتيني.
- 28 يوليو – بيدرو تروليو لاعب كرة قدم أرجنتيني.

### أغسطس
- 17 أغسطس – سيرجيو فارغاس لاعب كرة قدم أرجنتيني.

### أكتوبر
- 5 أكتوبر – كارلوس عمدة لاعب كرة قدم أرجنتيني.
- 18 أكتوبر – أندريا ديل بوكا ممثلة أرجنتينية.
- 19 أكتوبر – ريكاردو غالي

### نوفمبر
- 23 نوفمبر – سيرجيو فازكيز لاعب كرة قدم أرجنتيني.

### ديسمبر
- 9 ديسمبر – غابرييلا سيروتي صحفية وكاتبة أرجنتينية.
- 12 ديسمبر – ريكاردو ألتاميرانو لاعب كرة قدم أرجنتيني.
- 15 ديسمبر – لويس فابيان أرتيم لاعب كرة قدم أرجنتيني.
- 22 ديسمبر – لويس إيسلاس مدرب، ولاعب كرة قدم أرجنتيني.
- 30 ديسمبر – فابيان كانسيلاريتش لاعب كرة قدم أرجنتيني.

## وفيات

### يناير
- 1 يناير – إنريكي سيرانو (مواليد 1891)
- 1 يناير – روبرتو بلانكو (مواليد 1903) ممثل أرجنتيني.

### أكتوبر
- 11 أكتوبر – روبرتو تشيرو (مواليد 1907) لاعب كرة قدم أرجنتيني.